# Wilhelm Gebhard
Wilhelm Gebhard (* 15. Juni 1976 in Eschwege) ist ein deutscher Politiker (CDU). Von 2007 bis 2025 war er Bürgermeister der nordhessischen Stadt Wanfried und ist seit 2025 Mitglied des Deutschen Bundestages.

## Leben
Aufgewachsen in Wanfried, durchlief Gebhard nach dem Abitur in Eschwege die Ausbildung zum Reserveoffizier bei der Bundeswehr und erreichte den Dienstgrad Hauptmann der Reserve. Danach begann er das Studium der Betriebswirtschaftslehre in Hannover, das er als Diplom-Kaufmann abschloss. In den folgenden sechs Jahren war Gebhard im Vertrieb bei mittelständischen Unternehmen der Automobilzulieferindustrie und später in der Verpackungsindustrie tätig.

## Politik
Bei der Kommunalwahlen in Hessen 2001 wurde Gebhard mit 25 Jahren in  die Stadtverordnetenversammlung von Wanfried gewählt. 2007 trat er als Bürgermeisterkandidat gegen den langjährigen Amtsinhaber der SPD an und konnte die Wahl „überraschend“ für sich entscheiden. Seine Amtszeit als Bürgermeister der Stadt Wanfried begann am 5. Oktober 2007. Er wurde zweimal wiedergewählt, zuletzt im Mai 2019. Seit 2011 ist er zudem Abgeordneter des Kreistages. Dort ist er neben seiner Mitgliedschaft im Haupt- und Finanzausschuss auch Vorsitzender des Schulausschusses. Darüber hinaus ist Gebhard Mitglied im Aufsichtsrat des Klinikums Werra-Meißner und der dazugehörigen Wirtschaftsförderungsgesellschaft.
Bei der Bundestagswahl 2025 konnte er den Bundestagswahlkreis Werra-Meißner – Hersfeld-Rotenburg das erste Mal seit 23 Jahren für die CDU gewinnen. Seit 25. März 2025 ist er Mitglied des 21. Deutschen Bundestages und schied mit Ablauf des Vortages aus dem Amt als Bürgermeister aus. Bereits vor der Wahl hat er angekündigt, auf das Amt als Bürgermeister zu verzichten.
In der Partei bekleidet Gebhard das Amt des stellvertretenden Kreisvorsitzenden der CDU Werra-Meißner und ist kooptiertes Mitglied im Vorstand der CDU Wanfried. Zudem ist Gebhard nach eigenen Angaben in 26 Vereinen aktiv, darunter der Förderverein Schwimmbad, der Kultur- und Verkehrsverein sowie der Gewerbeverein Wanfried. Beim VfL Wanfried hat er 18 Jahre lang als Vorsitzender gewirkt und ist dort weiterhin als Beisitzer aktiv.
Gebhard ist liiert und Vater zweier Söhne.